# Der beste Lehrer der Welt
Der beste Lehrer der Welt ist ein deutscher Spielfilm, der am 25. September 2006 im ZDF veröffentlicht wurde. In der Hauptrolle der Komödie ist der Schauspieler Uwe Ochsenknecht als Lehrer Gustav Kilian zu sehen.

## Handlung
Der Lehrer Gustav Kilian hält nichts von Tests und Noten und hat deshalb wegen seiner unkonventionellen Vorgehensweise auch häufig einen Zwist mit Schuldirektor Dr. Liebstock.
Umso erstaunlicher ist es, dass gerade vier Schüler von der Kaspar-Hauser-Gesamtschule die ersten vier Plätze bei einem neuerlichen PISA-Test belegen. Zudem kommen diese vier auch noch aus der Klasse von Gustav Kilian.
Mahmut, Francoise, Gloria und Igor sind „die besten Schüler der Welt“!
Damit hat niemand gerechnet. Damit konnte auch niemand rechnen – denn die vier passen überhaupt nicht ins Bild von Musterschülern. Im Gegenteil. Igor ist erziehungsschwierig, Gloria hochexplosiv, Mahmut will weg aus Deutschland, und nur Francoise entspricht halbwegs dem Bild einer engagierten Schülerin.
Auch Gustav Kilian, plötzlich „bester Lehrer der Welt“, in dessen Klasse alle vier Spitzenschüler sitzen, ist das Gegenteil von einem Superpädagogen. Man lernt ihn als einen unfreiwillig witzigen, nervös-erfolglosen, noch in der Villa seiner Eltern wohnenden Mann kennen, der das Lehrerdasein gründlich satt hat. Die Schüler mögen ihn zwar, weil sie wissen, dass er sich um sie kümmert, aber in seinem Unterricht geht es turbulent zu.
Aber die Politik, vertreten durch Friederike Schelle (Natalia Wörner), eine ehrgeizige Ministerialbeamtin, will das „Erfolgsmodell Kaspar Hauser“ zum Vorbild für Deutschland machen. Kilian verweigert sich diesem Plan, die Schüler aber machen mit und so nehmen die Dinge ihren Lauf. Während die „besten Schüler der Welt“ ihre eigenen Wege gehen, wird Kilian sogar das Amt eines nationalen
Erziehungsbeauftragten angetragen. Doch nicht alle gönnen ihm den
Erfolg. Sein Kollege Dr. Schütze-Lopez (Oscar Ortega Sanchez)
recherchiert hinter seinem Rücken: Während Frau Schelle und der
Bildungsminister eine große Kampagne mit dem „besten Lehrer der Welt“
planen, erscheint ein Zeitungsbericht, in dem Kilian vorgeworfen
wird, er habe durch vorzeitigen Zugriff auf die PISA-Studien seine
Schüler präpariert.
Doch die Schüler finden einige prekäre Bilder, auf denen der Kollege Dr. Schütze-Lopez zu sehen ist, als dieser bei einer Party Drogen konsumiert. Daraufhin erpresst Kilian Schütze-Lopez und verhindert somit, dass die Sache vollkommen aus dem Ruder läuft. Obgleich Kilian gegen Ende des Films die Stelle des Nationalen Erziehungsbeauftragten in Berlin antreten könnte, nimmt er diese dann doch nicht an, weil seine Beziehung mit Trixi erst gerade wieder „ins Lot“ gerückt ist und er sie nicht verlassen will.

## Kritik
„Müde (Fernseh-)Komödie, deren bemüht augenzwinkernder Versuch, sich über den Leistungsgedanken lustig zu machen, altbacken und onkelhaft wirkt. Weder auch nur einer der Lehrer ist pfiffig gezeichnet noch wird die Schulsituation in irgendeiner Weise pointiert dargestellt.“

„Regisseur Lars Becker ist besonders für seine atmosphärisch-dichten Kriminalfilme wie "Nachtschicht - Amok!", "Nachtschicht - Vatertag" und "Nachtschicht - Tod im Supermarkt" bekannt. Dass er allerdings auch Komödien drehen kann, zeigte er bereits 1998 mit "Das Gelbe vom Ei". Hier inszenierte er nach dem gelungenen Drehbuch von Dieter Bongartz ("Der zehnte Sommer") ein erfrischendes Genrewerk, das sich gekonnt mit schulischen Missständen auseinandersetzt und kritische Seitenhiebe verteilt“